# Quel treno per Yuma (film 2007)
Quel treno per Yuma (3:10 to Yuma) è un film del 2007 diretto da James Mangold, e interpretato da Russell Crowe e Christian Bale, remake del film omonimo del 1957.
Così come il film del 1957, anche il remake è basato sul racconto di Elmore Leonard sia pure con aggiustamenti e modifiche intervenute in fase di revisione della sceneggiatura.

## Trama
Arizona, 1884. Dan Evans è un povero allevatore e veterano della Guerra Civile che deve soldi a Glen Hollander, un banchiere locale nella città di Bisbee. Gli uomini di Hollander bruciano il suo granaio e disperdono il suo bestiame come avvertimento per pagare i suoi debiti. La mattina dopo, Evans e i suoi due figli cercano la loro mandria, ma si imbattono in Ben Wade e la sua banda che rapinano una diligenza guidata da Pinkerton. Wade vede Evans e i suoi due figli che osservano dalle colline e decide che non sono una minaccia per la sua banda ma porta via i loro cavalli per impedire che essi possano dare l'allarme sulla rapina. Wade promette di lasciare i cavalli legati "sulla strada per Bisbee ", in modo che Evans possa recuperarli. Dopo che la banda di Wade se ne va, Evans salva l'unica guardia della diligenza sopravvissuta, l'agente Pinkerton Byron McElroy.
Wade e la sua banda vanno a Bisbee per bere al saloon locale e dividersi il bottino. La banda se ne va, ma Wade sceglie di restare indietro per godersi la compagnia della barista. Evans porta McElroy dal veterinario/uomo di legge Doc Potter per curare le sue ferite e cerca invano di negoziare il suo debito con Hollander. Evans trova Wade che esce da una stanza al piano superiore del saloon e gli strappa qualche dollaro per i guai che ha causato a Evans. Mentre i due parlano, gli uomini di legge circondano il saloon e arrestano Wade.
Grayson Butterfield, rappresentante della ferrovia, ingaggia una squadra composta da McElroy, Potter e Tucker (uno degli uomini di Hollander) per portare Wade a Contention. Devono mettere Wade sul treno delle 3:10 del pomeriggio per la prigione territoriale di Yuma. Evans chiede 200 dollari per aiutare a consegnare Wade, al fine di pagare il suo debito con Hollander. Butterfield accetta e la squadra appena formata si incontra al ranch di Evans. McElroy organizza un carro esca per distrarre la banda di Wade all'inseguimento.
Durante il viaggio, Tucker e McElroy provocano Wade; lui pugnala a morte Tucker con una forchetta rubata in precedenza dalla casa di Evans e getta McElroy da un dirupo dopo che questi ha insultato la madre di Wade. Wade tenta di scappare ma viene fermato quando appare il figlio di Evans, William. Il gruppo viene assalito dagli Apache. Dopo che Wade uccide i guerrieri, fugge in un campo di lavoro edile cinese. Il caposquadra del campo cattura Wade e la banda arriva a prenderlo, ma il caposquadra, che nutre un vecchio rancore verso il fuorilegge, vuole uccidere Wade. Scoppia una sparatoria tra i due gruppi, in cui Potter viene ucciso mentre il resto della banda scappa con Wade. Arrivano a Contention ore prima dell'orario di partenza del treno e si registrano in un hotel, dove si uniscono a loro diversi marescialli locali.
La gang di Wade, guidata da Charlie Prince, tende un'imboscata al carro esca e uccide tutti dopo aver scoperto che Wade è in Contention. La gang offre una ricompensa in denaro di 200 dollari a chiunque uccida uno dei rapitori di Wade. Numerosi uomini si offrono volontari, facendo disertare gli sceriffi della città; gli uomini di Wade li uccidono quando si arrendono. Butterfield si dimette e offre persino a Evans 200 dollari per andarsene per i suoi guai, ma dopo che Evans rifiuta l'offerta accetta di tenere William al sicuro su richiesta di Evans. Evans accetta di mettere Wade sul treno della prigione se Butterfield gli paga 1000 dollari, accompagna suo figlio a casa sano e salvo, concede alla sua fattoria l'accesso all'acqua del fiume e convince Hollander a lasciare in pace la sua famiglia.
Evans accompagna Wade fuori dall'hotel e i due attraversano la città, evitando i colpi di arma da fuoco della gang e dei cittadini. Wade sorprende Evans e quasi lo strangola, ma si arrende quando Evans rivela che accompagnare Wade al treno non è solo per la sua famiglia, ma anche per il suo onore; alla fine rivela a Wade di aver perso una gamba dopo essersi ritirato nell'unica battaglia che abbia mai combattuto, quando uno dei suoi uomini gli ha sparato accidentalmente, rendendo necessaria l'amputazione di una parte della gamba. Wade ammette quindi di essere già stato alla prigione di Yuma ed essere fuggito due volte e accetta di salire sul treno, consentendo che il contratto di Evans venga rispettato e riscattando Evans dai suoi figli.
Wade aiuta Evans a sfuggire alla sua gang e sale sul treno. Charlie appare e spara a Evans nonostante l'ordine di Wade di fermarsi. Wade scende dal treno, confortando Evans nei suoi ultimi momenti. Quando Charlie restituisce la cintura con la pistola a Wade, Wade lo giustizia insieme al resto della sua gang. William appare e punta la pistola su Wade ma non lo uccide, si volta invece verso il padre morente. Wade sale sul treno e consegna la sua arma. Evans muore mentre William gli dice di aver portato a termine la sua missione. Butterfield guarda il treno partire con Wade a bordo. Mentre il treno scompare dietro una curva, Wade fischia e il suo fedele cavallo galoppa dietro il treno.

## Produzione

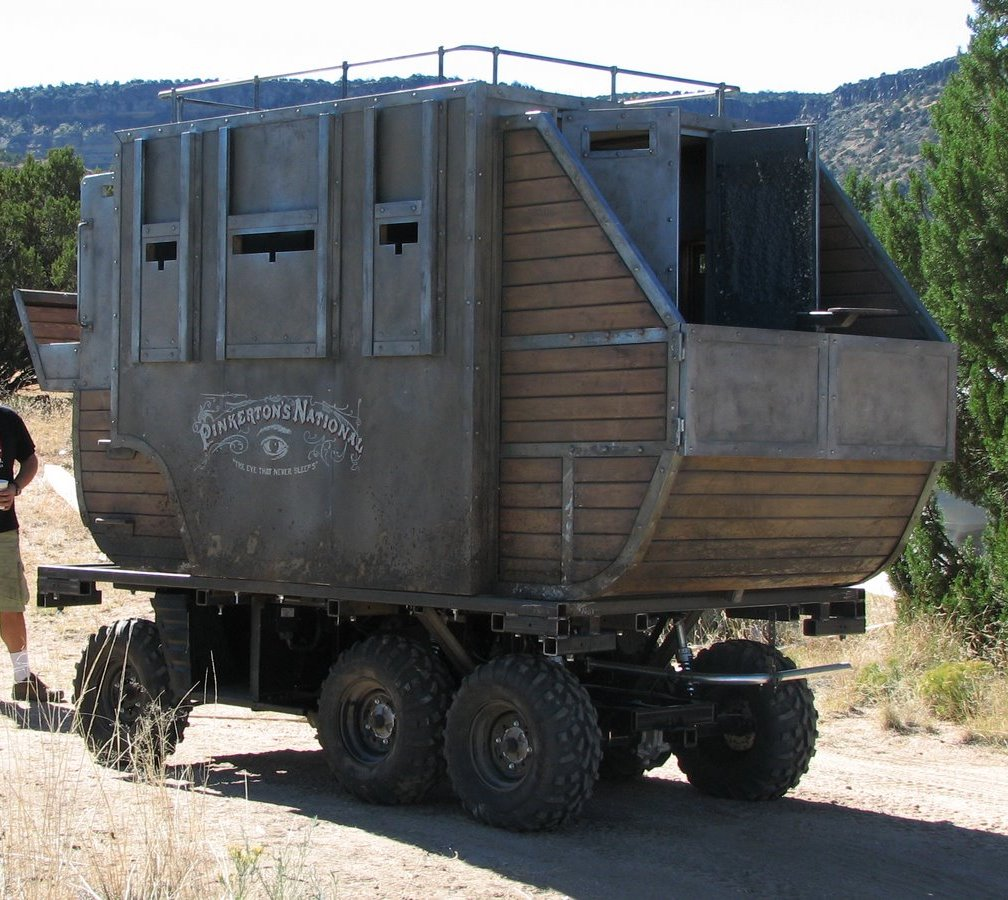
Una diligenza usata per il film

La realizzazione del film è stata tutt'altro che facile ed anzi contrassegnata da difficoltà e peripezie di vario ordine fra cui il ferimento di una controfigura e la morte accidentale di un cavallo nel primo giorno di riprese - che aveva determinato l'apertura di un'inchiesta da parte dell'American Humane Association - e un successivo contenzioso sull'uso dei ranch sede delle riprese stesse. La stessa gestazione dell'ipotesi di remake del celebre film del 1957 non era stata semplice.
Affidato nel giugno 2003 dalla Columbia Pictures al regista James Mangold il progetto era stato accantonato per essere ripreso soltanto - sulla base di una revisione del soggetto e di una nuova sceneggiatura - nel febbraio di tre anni dopo. Quando già la data di inizio produzione era stata fissata per l'estate (con gli attori Tom Cruise ed Eric Bana che si erano detti interessati ad una parte) Columbia ha inaspettatamente rinunciato a portare avanti il progetto cedendone i diritti a Relativity Media e a Lions Gate Entertainment.
Le riprese hanno avuto luogo in diverse location del Nuovo Messico e del Colorado, avendo inizio il 23 ottobre 2006 in Nuovo Messico, al Bonanza Creek Ranch con un incidente che ha portato al ferimento di uno stuntman e alla morte di un cavallo, scontratosi con una camera carrying lo speciale strumento in uso nella cinematografia che consente riprese di scene in movimento. Soltanto il 20 gennaio 2007 è stato possibile dare l'ultimo ciak.
Nel film appare in un cameo l'attore Luke Wilson, nel ruolo di Zeke.

## Distribuzione
Il lancio del film era stato inizialmente programmato per il 5 ottobre 2007, ma la casa produttrice Lions Gate Entertainment ne ha successivamente deciso la distribuzione anticipata di un mese rispetto al previsto per evitare uno scontro diretto con altre due pellicole molto attese della stagione: L'assassinio di Jesse James per mano del codardo Robert Ford (con Brad Pitt e Mary-Louise Parker) e Non è un paese per vecchi.

## Accoglienza

### Incassi
Nel primo fine settimana di apertura statunitense il film ha incassato 14035033 $ salendo al primo posto del botteghino nazionale. Complessivamente ha guadagnato 53606916 $ negli Stati Uniti e 16409304 $ nel resto del mondo, per una somma totale di 70016220 $ contro un budget di 55000000 $.

### Critica
Il film è stato accolto in maniera positiva dalla critica. Sul sito Rotten Tomatoes registra un indice di gradimento pari all’89% delle recensioni professionali, dove viene definito un remake migliore dell'originale grazie alle performance degli attori Russell Crowe e Christian Bale e del regista James Mangold. Su IMDb ha una valutazione positiva di 7,7/10. Su Metacritic ha invece un punteggio di 76 su 100 basato su 37 recensioni.

## Riconoscimenti
- 2008 - Premio Oscar
  - Candidatura Miglior colonna sonora a Marco Beltrami
  - Candidatura Miglior sonoro a Paul Massey, David Giammarco e Jim Stuebe
- 2008 - Screen Actors Guild Awards
  - Candidatura Miglior cast
- 2007 - Satellite Award
  - Candidatura Miglior film
  - Candidatura Miglior attore non protagonista a Ben Foster
- 2008 - Critics' Choice Movie Awards
  - Candidatura Miglior colonna sonora a Marco Beltrami
- 2008 - Costume Designers Guild Awards
  - Candidatura Migliori costumi in un film d'ambientazione d'epoca